# Steven Gerrard
Steven George Gerrard (Whiston, 30 de maio de 1980) é um treinador e ex-futebolista inglês que atuava como meio-campista. Atualmente está sem clube.
Foi revelado e atuou no Liverpool entre 1998 e 2015, onde ocupou a função de capitão da equipe. Considerado um dos melhores meias do mundo, destacava-se por ser, ao mesmo tempo, um meia de ligação brilhante e um volante marcador implacável. Dentre todos os fundamentos técnicos que dominava, a sua marca registrada era o poderoso chute de média e longa distância, com incrível potência e precisão. É apontado como um dos maiores ídolos da história do Liverpool, e também o melhor segundo volante inglês da sua geração. Sendo muito identificado com o clube e a torcida, teve papel influente tanto dentro como fora das quatro linhas. No que diz respeito a contratações e dispensas, as suas recomendações foram ouvidas e as suas opiniões sempre levadas em consideração pelos dirigentes do Liverpool. Gerrard é um dos raros exemplos de "jogadores que tem amor pelo clube". Apaixonado pelo clube onde foi revelado e atuou até o ano de 2015, dedicou 27 dos seus 39 anos de idade.
Em sua autobiografia, Gerrard diz também ter perdido um primo no Desastre de Hillsborough, que também era apaixonado pelo clube; todo jogo em Anfield ele ia no memorial dos 96 mortos na tragédia de Hillsborough e procurava o nome de seu primo. Por estes e outros motivos, Gerrard é o grande ídolo da torcida dos Reds, conseguindo unir profissionalismo a sua paixão pelo clube.[carece de fontes?]
No dia 11 de fevereiro de 2010, Gerrard foi homenageado com uma estátua de cera, exposta no famoso Museu Madame Tussauds, em Londres.

## Carreira como jogador

### Liverpool

#### 1998–2009
Foi revelado e atuou até o ano de 2015 no Liverpool. Estreou como profissional em 1998. Quatro anos depois, já alcançava o posto de capitão do time, tendo sido preparado desde a infância para tal: ingressou nos juvenis dos Reds, time de coração de seu pai e seu irmão, com sete anos. Quando ainda era um desconhecido, chegou a receber convite de Alex Ferguson para treinar uma semana no clube treinado por este, justamente o maior rival do Liverpool, o Manchester United. Ferguson propôs-lhe o que seria seu primeiro contrato profissional, mas o amor de Gerrard aos Reds lhe fez recusar a oferta.
Participou ativamente da reconstrução do Liverpool, que, força maior do futebol inglês nas décadas de 1970 e 80, andava decadente desde o último título da Premier League, em 1990. A primeira mostra do ressurgimento deu-se na temporada 2000–01, em que o time conquistou cinco troféus: Copa da Inglaterra, contra o Arsenal; Copa da Liga Inglesa, contra o Birmingham City; Copa da UEFA, sobre o Deportivo Alavés, em que Gerrard marcou um gol; Supercopa da Inglaterra, sobre os rivais do Manchester United; e a Supercopa da UEFA, contra o Bayern de Munique. Dois anos depois, ergueria a primeira taça como capitão, em novo título sobre o United, ainda que na pouco prestigiada Copa da Liga Inglesa, marcou um dos gols.
Ainda assim, os Reds ainda não haviam recuperado totalmente o prestígio que possuíam. O que mudou com a conquista da Liga dos Campeões da UEFA de 2004–05, vinte e um anos após o último título da equipe no mais importante troféu europeu de clubes. Na partida final, contra o Milan, considerada por muitos como a mais emocionante já vista no torneio, Gerrard marcou o primeiro gol da incrível recuperação do Liverpool, que perdia por 3 a 0 para os italianos até o intervalo, empatou e conquistou o título na disputa por pênaltis. Ao final da partida, conhecida como Milagre de Istambul, Gerrard foi eleito o Homem do Jogo, prêmio concedido pela UEFA ao melhor em campo. Depois, o Liverpool viria a conquistar o título da Supercopa da UEFA de 2005, contra o CSKA Moscou, mas Gerrard acabou perdendo a final devido a uma lesão.

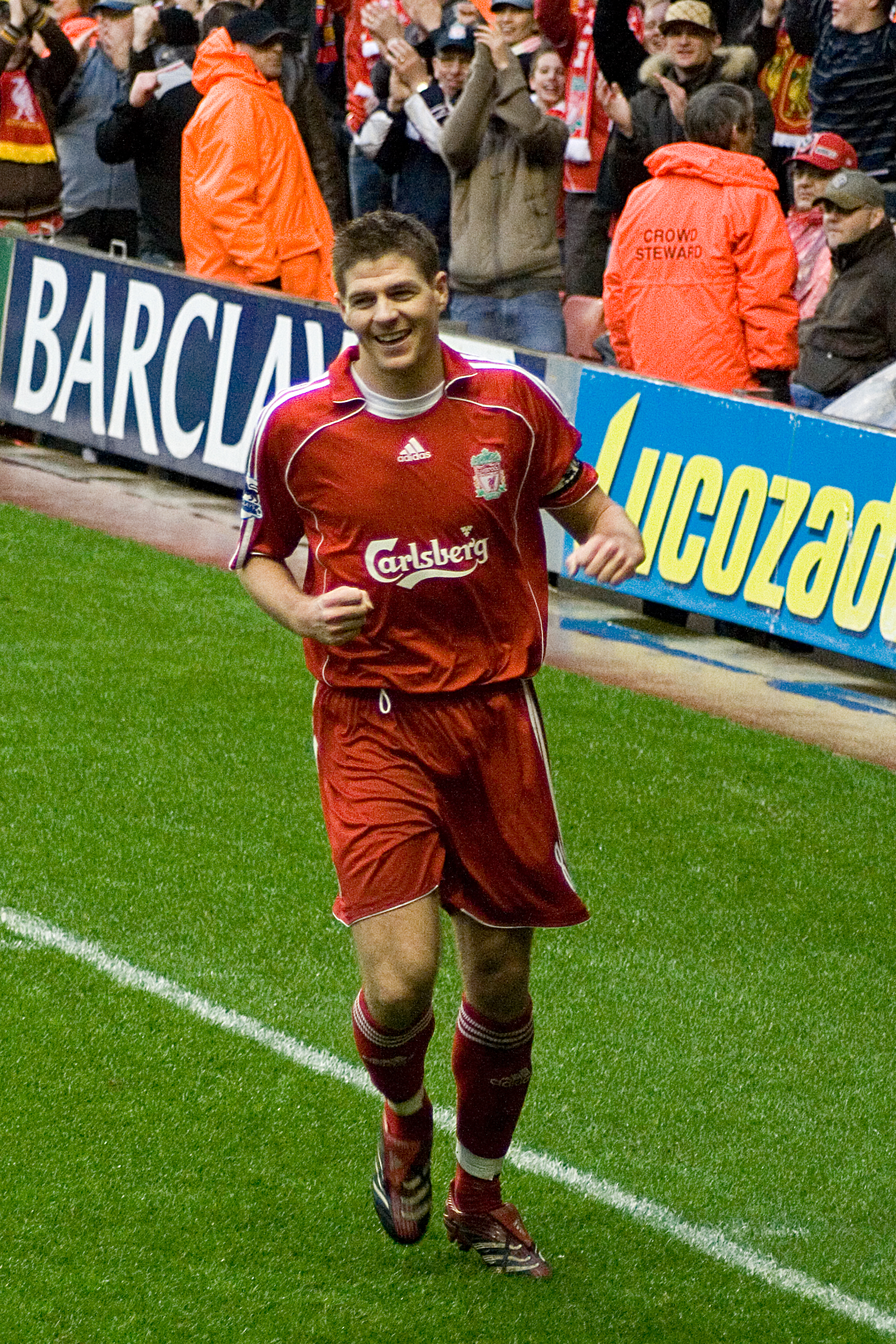
Gerrard em ação pelo Liverpool no ano de 2007

Apesar disso, o jogador logo viria a conquistar mais um título com o clube: a Copa da Inglaterra de 2005–06, sobre o West Ham, em que Gerrard marcou o que considera ser seu gol mais bonito: já havia marcado um antes e, nos acréscimos da partida, fez o gol de empate em 3 a 3 com um chute de 110 km/h, a 32 metros de distância.
No ano seguinte, foi eleito o melhor jogador inglês no ano em prêmio concedido pela The Football Association, a Federação Inglesa de Futebol.

#### 2011–12
Perdeu o início da temporada 2011–12 devido a uma lesão na virilha, que o manteve fora de ação por grande parte também da temporada 2010–11. Acabaria por fazer sua primeira partida pelo Liverpool em um outubro, num jogo em Anfield contra o Manchester United. Gerrard marcou único gol do Liverpool na partida, a partir de um pontapé livre direto, que terminou com um empate 1 a 1.
No dia 29 de outubro, passou por um tratamento para limpar uma infecção no tornozelo direito, que foi colocada em um molde de gesso de proteção. Com isso, ele acabou perdendo jogo do Liverpool na Premier League contra o West Bromwich. Voltou a atuar pelo Liverpool na semana seguinte, contra o Swansea City, e ainda disputou dois amistosos pela Inglaterra, contra a Suécia e Espanha. Depois de uma lesão no tornozelo prolongada recuperação, Gerrard finalmente voltou à ação regular da equipe na primeira partida contra o Blackburn Rovers, saindo do banco. No dia 30 de dezembro, saiu do banco contra o Newcastle United e marcou um belo gol.
Na Copa da Liga Inglesa, ajudou o Liverpool a chegar a sua primeira final em seis anos, e seu primeiro título no Estádio de Wembley em 18 anos. Nas semifinais, os Reds derrotaram o Manchester City por 3 a 2 no agregado. Gerrard marcou de pênalti em ambas as partidas, ajudando na classificação para a final. A decisão foi contra o Cardiff City, no dia 26 de fevereiro de 2012, e o Liverpool venceu nos pênaltis. No dia 13 de março de 2012, em sua aparição 400 na Premier League, marcou um hat-trick para dar aos Reds uma vitória por 3 a 0 sobre o rival Everton no Merseyside derby.

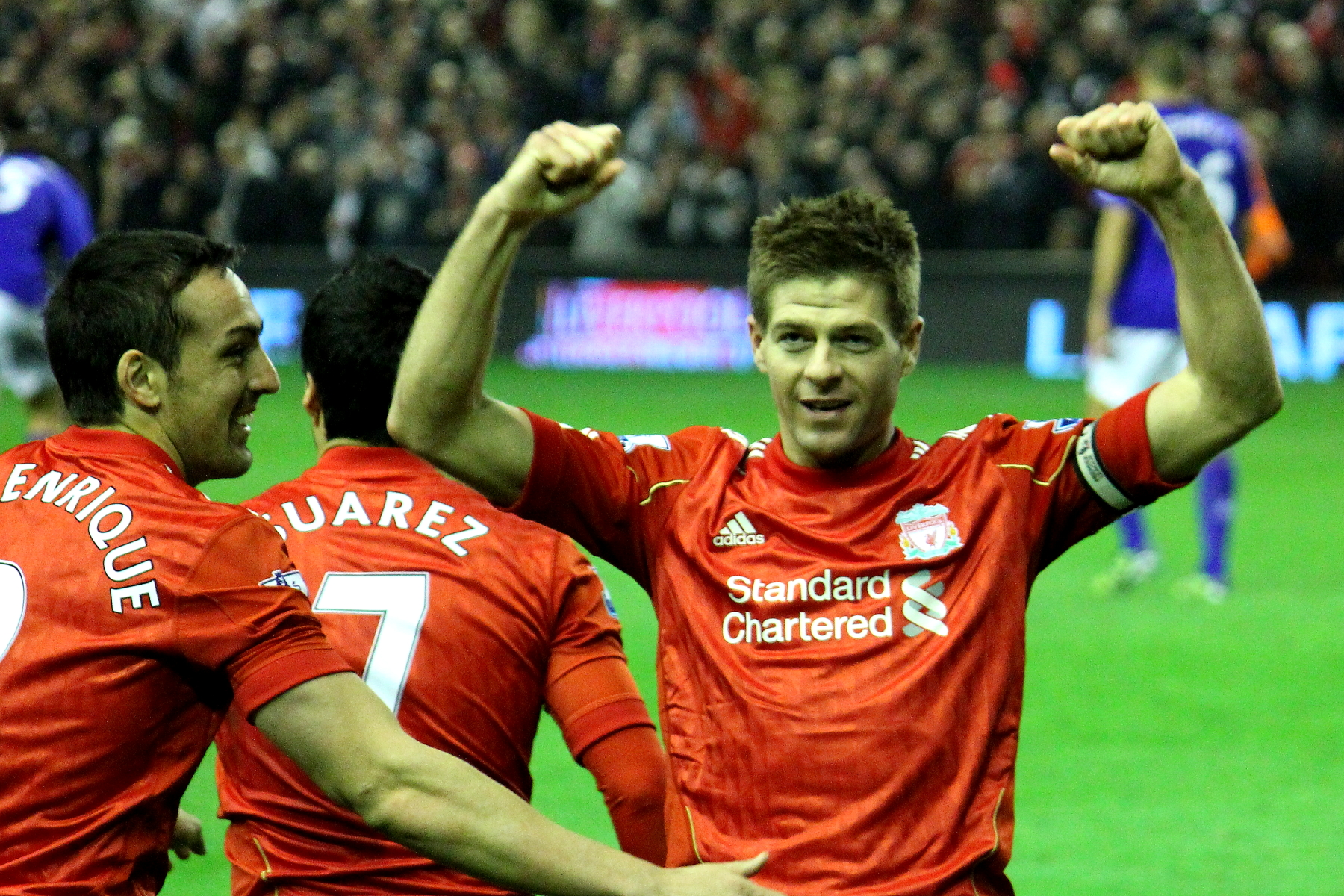
Gerrard comemorando um gol marcado contra o Everton, numa vitória por 3 a 0

#### 2012–13
No dia 18 de agosto de 2012, jogou o seu jogo de número 250 como capitão do Liverpool. Ele marcou seu primeiro gol na Premier League da temporada em 23 de setembro, abrindo o placar em uma derrota por 2 a 1 contra o Manchester United. Seu segundo gol veio no jogo seguinte, marcando na vitória por 5 a 2 contra o Norwich City no Carrow Road. Fez um gol contra no dia 9 de dezembro, contra o West Ham, mas sua equipe conseguiu vencer o jogo de virada por 3 a 2.[carece de fontes?] No dia seguinte, Gerrard projetou que o Liverpool terminaria o ano entre os quatro primeiros colocados, mesmo a sua equipe estando em 10º na classificação do Campeonato Inglês.
| “ | Se nós pudermos aproveitar e fizermos 12 pontos dos 12 disputados, nos encontraremos muito próximos do quarto lugar. | ” |

No dia 26 de dezembro, fez um gol de pênalti contra o Stoke City aos 2 minutos do primeiro tempo abrindo o placar, mas sua equipe acabou perdendo de virada por 3 a 1. Marcou um gol contra o Norwich no dia 19 de janeiro, pelo Campeonato Inglês, em uma vitória com direito a goleada de 5 a 0. O seu bom desempenho fez o treinador Brendan Rodgers pedir a renovação do seu contrato. Já no dia 3 de fevereiro, marcou um gol no empate do Liverpool por 2 a 2 com o Manchester City, com um remate fulminante. Perdeu grandes chances contra o West Bromwich, no dia 11 de fevereiro, na derrota por 2 a 0 no Anfield Road. Marcou o seu gol 157º pelo Liverpool contra o Swansea City, no dia 17 de fevereiro, na vitória por goleada de 5 a 0. Gerrard voltou a balançar as redes no dia 10 de março, marcando, de pênalti, o gol da virada do Liverpool na vitória por 3 a 2 sobre o Tottenham. Já no dia 31 de março, marcou mais uma vez de pênalti, desta vez contra o Aston Villa, na vitória por 2 a 1.

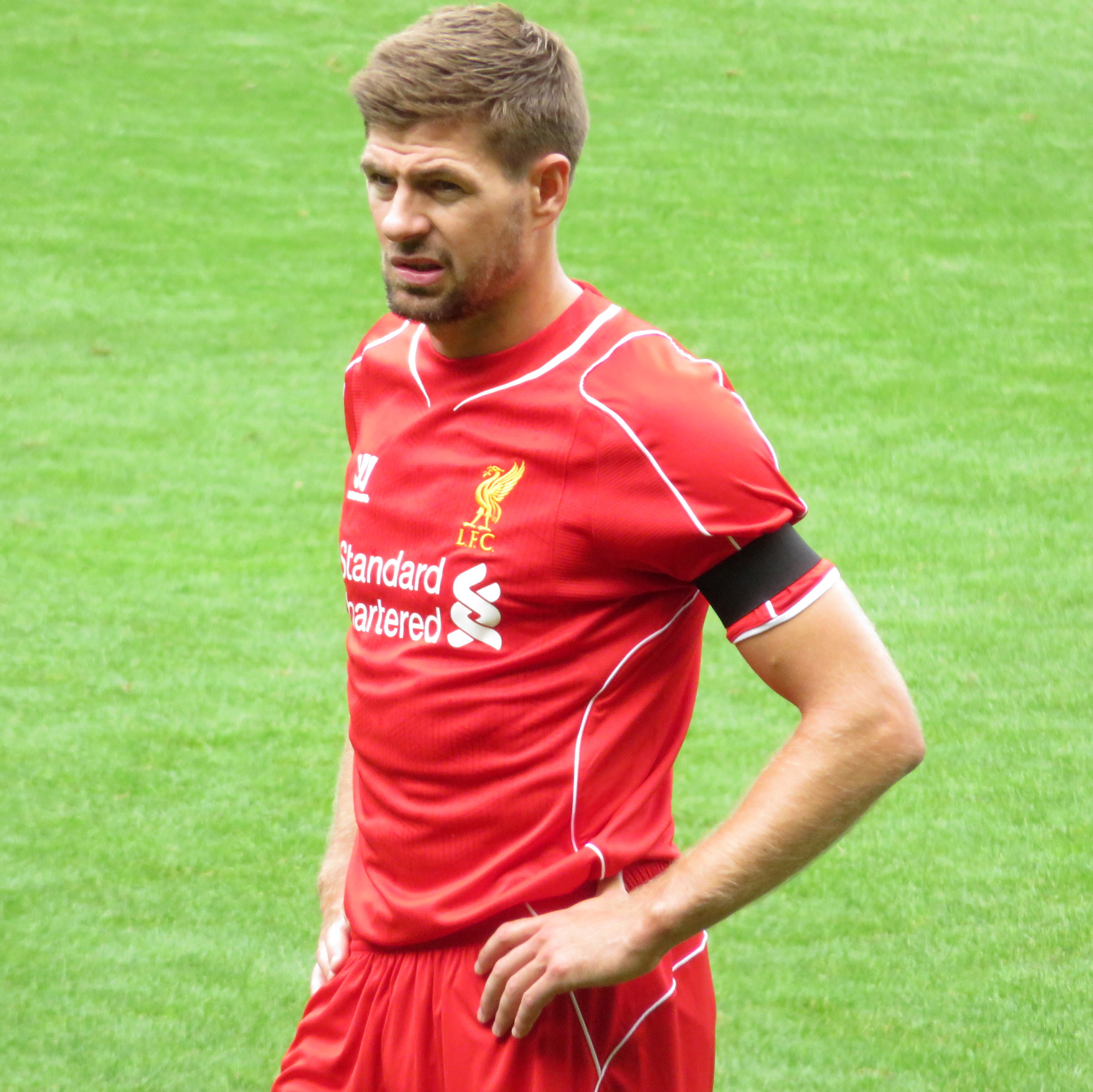
Gerrard atuando pelo Liverpool em 2014

#### 2014–15
Após 25 anos defendendo a camisa dos Reds, Gerrard anunciou em janeiro de 2015 que iria deixar o Liverpool no final da temporada. O meia ainda disse que não iria atuar por outro time inglês.
| “ | Essa foi a decisão mais difícil da minha vida. É algo que venho pensando com a minha família há algum tempo. | ” |

| “                | Eu não jogarei em futebol competitivo e, portanto, não enfrentarei o Liverpool. Minha decisão é completamente baseada em meu desejo de experimentar algo diferente na minha carreira e na vida. Também quero ter certeza que não terei nenhum arrependimento quando minha carreira acabar. | ” |
| — Steven Gerrard | |   |

Dias depois, foi confirmado que Gerrard iria disputar a Major League Soccer pelo Los Angeles Galaxy.
| “                                      | Estou muito animado para começar o próximo capítulo da minha carreira nos EUA com o LA Galaxy, que é o time mais vencedor da história da MLS e está procurando brigar por mais títulos nos próximos anos. Minhas conversas foram muito positivas, e o futuro do time é brilhante. Estou comprometido a ajudar o LA Galaxy competir por troféus e ter impacto em Los Angeles. Irei dar tudo pelo clube. Ao mesmo tempo, continuarei dando tudo pelo Liverpool no restante da temporada, antes de me juntar ao Galaxy. | ” |
| — afirmou Gerrard ao Los Angeles Times | |   |

No dia 16 de maio, realizou sua última partida pelo Liverpool no Anfield contra o Crystal Palace, em partida válida pela Premier League. Gerrard foi homenageado no início e no fim do jogo, e durante a partida os Reds abriram o placar com Adam Lallana, mas acabaram sofrendo uma virada e perdendo o jogo por 3 a 1. Em sua ultima partida pelo Liverpool, diante do Stoke City, os Reds acabaram sendo goleados por 6 a 1, em plena despedida do meia para os Estados Unidos. Ainda no jogo, Gerrard marcou seu último gol pelo time inglês.

### Los Angeles Galaxy
Foi oficializado como novo reforço da equipe no dia 7 de janeiro de 2015. Em maio, em entrevista à impressa inglesa, Gerrard revelou que um dos motivos que levaram a aceitar a proposta do Los Angeles Galaxy foi para não ficar no banco do reservas, por isso decidiu encerrar seu ciclo pelo time inglês. Sua apresentação ocorreu no dia 3 de julho. O meia estreou pela equipe no dia 12 de julho, num amistoso contra o América, do México, e teve boa atuação na vitória por 2 a 1. Marcou seu primeiro gol pelo clube no dia 18 de julho, na goleada por 5 a 2 sobre o San José Earthquakes, em jogo válido pela Major League Soccer.
Em 2016, anunciou sua aposentadoria no dia 24 de novembro, após duas temporadas no clube.

## Seleção Nacional
A primeira convocação para a Seleção Inglesa veio em 2000, em um amistoso contra a Ucrânia. Disputou a Euro 2000 com o English Team, na decepcionante campanha que terminou com a eliminação logo na primeira fase. Gerrard começou a jogar muito bem na Seleção Inglesa e depressa conquistou a titularidade. Coincidência ou não, o único jogo em que Gerrard esteve em campo foi também a única vitória dos ingleses na competição, o triunfo de 1 a 0 sobre a Alemanha. Para a Copa do Mundo FIFA de 2002, sua vaga entre os titulares era certa. Porém, a um mês do torneio, uma lesão na virilha o tirou do mundial.
Foi um dos líderes grande da classificação da Inglaterra nas Eliminatórias da Copa do Mundo FIFA de 2006. Na Alemanha, formou o que para os ingleses seria a "geração de ouro", juntamente com David Beckham, Frank Lampard e Joe Cole. O bom desempenho que teve na primeira fase acabou ofuscado pelo pênalti perdido contra Portugal, nas quartas de final, vencida pelos lusos.

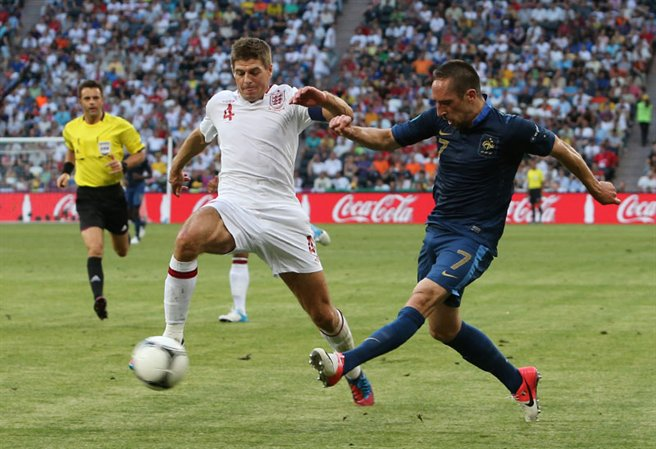
Gerrard disputando bola com Franck Ribéry na Euro 2012

Na Copa do Mundo FIFA de 2006, a sua primeira disputada, Gerrard marcou dois gols, ambos na fase de grupos: na vitória de 2 a 0 contra Trindade e Tobago e no empate de 2 a 2 contra a Suécia. A Inglaterra acabou sendo eliminada por Portugal nas quartas de finais, após um empate em 0 a 0. Na disputa por pênaltis, Gerrard teve sua cobrança defendida pelo goleiro Ricardo. Ainda assim, Gerrard foi o artilheiro dos Three Lions no torneio.
Posteriormente foi eleito vice capitão da Seleção Inglesa pelo técnico Steve McClaren. Enquanto John Terry era capitão da Inglaterra, sofreu derrotas nas partidas de volta para a Rússia e Croácia, o que resultou no fim das suas esperanças de qualificação para a Euro 2008. Após o técnico Fabio Capello assumir a equipe no início de 2008, Gerrard foi capitão provisoriamente em algumas partidas, mas Capello optou por manter Terry no posto. Gerrard foi posteriormente substituído como vice capitão da Inglaterra por Rio Ferdinand. Após os escândalos de John Terry e a saída de Rio Ferdinand da Seleção, Gerrard foi selecionado como capitão principal da Inglaterra na Euro 2012, até ter renunciado à Seleção em 2014. Foi convocado para um amistoso contra o Brasil no dia 6 de fevereiro de 2013, em Wembley.
Anunciou sua aposentadoria do English Team no dia 21 de julho de 2014, após a participação lamentável da Seleção Inglesa na Copa do Mundo FIFA realizada no Brasil.

## Carreira como treinador
Iniciou a carreira como treinador em fevereiro de 2017, aceitando retornar ao Liverpool para ser o técnico das categorias de base do clube.

### Rangers
No dia 4 de maio de 2018, assinou por quatro temporadas com o Rangers, da Scottish Premiership. Pouco mais de um ano depois, no dia 13 de dezembro de 2019, renovou por mais dois anos.
Gerrard manteve a boa fase e e conquistou seu primeiro título como técnico profissional no dia 7 de março de 2021, levando o Rangers ao título da Liga Escocesa após um hiato de 10 anos.

### Aston Villa
Foi anunciado pelo Aston Villa em novembro de 2021. Estreou no comando da equipe no dia 20 de novembro, na vitória por 2 a 0 sobre o Brighton & Hove Albion, válida pela Premier League.
Depois de não resistir à crise de resultados ruins na temporada 2022–23, com direito a oito partidas sem vitória e uma derrota por 3 a 0 para o Fulham, Gerrard acabou sendo demitido no dia 20 de outubro de 2022. No total, o treinador comandou o Aston Villa em 40 jogos, com 13 vitórias, oito empates e 19 derrotas.

### Al-Ettifaq
Após diversas negociações, Gerrard foi anunciado oficialmente pelo Al-Ettifaq, da Arábia Saudita, no dia 3 de julho de 2023.

## Vida pessoal
Gerrard é católico. Ele e sua esposa, a jornalista de moda Alex Curran, se casaram em uma igreja católica, sua cerimônia no Cliveden, mansão em Buckinghamshire, em 16 de junho de 2007. Ele tem um irmão mais velho, Paul (não confundir com o ex-goleiro do Everton, Paul Gerrard), e seu primo, Anthony Gerrard, atuou no Huddersfield Town. Steven e Alex têm quatro filhos: Lilly-Ella (nascida em 23 de fevereiro de 2004), Lexie (9 de maio de 2006), Lourdes (nascida em 2 de novembro de 2011) e Lio (nascido em 29 de abril de 2017).
Um hotel novo, localizado na Indonésia, em 2011 foi nomeado Stevie G em sua honra pelos proprietários do Liverpool de apoio.

## Estatísticas como jogador
Atualizadas até 17 de janeiro de 2022

### Clubes
| Clube     | Temporada | Premier League | Premier League | Premier League | Liga dos Campeões da UEFA | Liga dos Campeões da UEFA | Liga dos Campeões da UEFA | Competições europeias / Copa do Mundo de Clubes da FIFA | Competições europeias / Copa do Mundo de Clubes da FIFA | Competições europeias / Copa do Mundo de Clubes da FIFA | Copa da Inglaterra / Copa da Liga Inglesa / Supercopa da Inglaterra | Copa da Inglaterra / Copa da Liga Inglesa / Supercopa da Inglaterra | Copa da Inglaterra / Copa da Liga Inglesa / Supercopa da Inglaterra | Total | Total | Total        |
| Clube     | Temporada | Jogos          | Gols           | Assistências   | Jogos                     | Gols                      | Assistências              | Jogos                                                   | Gols                                                    | Assistências                                            | Jogos                                                               | Gols                                                                | Assistências                                                        | Jogos | Gols  | Assistências |
| --------- | --------- | -------------- | -------------- | -------------- | ------------------------- | ------------------------- | ------------------------- | ------------------------------------------------------- | ------------------------------------------------------- | ------------------------------------------------------- | ------------------------------------------------------------------- | ------------------------------------------------------------------- | ------------------------------------------------------------------- | ----- | ----- | ------------ |
| Liverpool | 1998–99   | 12             | -              | -              | -                         | -                         | -                         | 1                                                       | -                                                       | -                                                       | -                                                                   | -                                                                   | -                                                                   | 13    | 0     | 0            |
| Liverpool | 1999–00   | 29             | 1              | 1              | -                         | -                         | -                         | -                                                       | -                                                       | -                                                       | 2                                                                   | -                                                                   | -                                                                   | 31    | 1     | 1            |
| Liverpool | 2000–01   | 33             | 7              | -              | -                         | -                         | -                         | 9                                                       | 2                                                       | 2                                                       | 8                                                                   | 1                                                                   | 3                                                                   | 50    | 10    | 5            |
| Liverpool | 2001–02   | 28             | 3              | 2              | 14                        | 1                         | 1                         | 1                                                       | -                                                       | -                                                       | 2                                                                   | -                                                                   | -                                                                   | 45    | 4     | 3            |
| Liverpool | 2002–03   | 34             | 5              | 0              | 5                         | 0                         | 0                         | 6                                                       | -                                                       | -                                                       | 9                                                                   | 2                                                                   | 2                                                                   | 54    | 7     | 2            |
| Liverpool | 2003–04   | 34             | 4              | 1              | -                         | -                         | -                         | 8                                                       | 2                                                       | -                                                       | 5                                                                   | -                                                                   | -                                                                   | 47    | 6     | 1            |
| Liverpool | 2004–05   | 30             | 7              | 2              | 10                        | 4                         | 2                         | -                                                       | -                                                       | -                                                       | 3                                                                   | 2                                                                   | -                                                                   | 43    | 13    | 4            |
| Liverpool | 2005–06   | 32             | 10             | 1              | 12                        | 7                         | 4                         | 2                                                       | 1                                                       | -                                                       | 7                                                                   | 5                                                                   | 5                                                                   | 53    | 23    | 10           |
| Liverpool | 2006–07   | 36             | 7              | 2              | 12                        | 3                         | 3                         | -                                                       | -                                                       | -                                                       | 3                                                                   | 1                                                                   | -                                                                   | 51    | 11    | 5            |
| Liverpool | 2007–08   | 34             | 11             | 10             | 13                        | 6                         | 4                         | -                                                       | -                                                       | -                                                       | 5                                                                   | 4                                                                   | 4                                                                   | 52    | 21    | 18           |
| Liverpool | 2008–09   | 31             | 16             | 11             | 10                        | 7                         | 1                         | -                                                       | -                                                       | -                                                       | 3                                                                   | 1                                                                   | 1                                                                   | 44    | 24    | 13           |
| Liverpool | 2009–10   | 33             | 9              | 7              | 5                         | 0                         | 1                         | 8                                                       | 2                                                       | 4                                                       | 3                                                                   | 1                                                                   | 1                                                                   | 49    | 12    | 13           |
| Liverpool | 2010–11   | 21             | 4              | 6              | -                         | -                         | -                         | 2                                                       | 4                                                       | -                                                       | 1                                                                   | -                                                                   | -                                                                   | 24    | 8     | 6            |
| Liverpool | 2011–12   | 18             | 5              | 2              | -                         | -                         | -                         | -                                                       | -                                                       | -                                                       | 10                                                                  | 3                                                                   | 3                                                                   | 28    | 8     | 5            |
| Liverpool | 2012–13   | 36             | 10             | 9              | -                         | -                         | -                         | 8                                                       | 1                                                       | 1                                                       | 2                                                                   | -                                                                   | 1                                                                   | 46    | 11    | 11           |
| Liverpool | 2013–14   | 34             | 13             | 15             | -                         | -                         | -                         | -                                                       | -                                                       | -                                                       | 5                                                                   | 1                                                                   | 1                                                                   | 39    | 14    | 16           |
| Liverpool | 2014–15   | 29             | 9              | 1              | 6                         | 2                         | -                         | -                                                       | -                                                       | -                                                       | 6                                                                   | 2                                                                   | -                                                                   | 41    | 13    | 1            |
| Total     | Total     | 504            | 121            | 70             | 87                        | 30                        | 16                        | 45                                                      | 12                                                      | 7                                                       | 74                                                                  | 23                                                                  | 21                                                                  | 710   | 186   | 114          |

| Clube              | Temporada | MLS   | MLS  | MLS          | US Open Cup | US Open Cup | US Open Cup  | Liga dos Campeões da CONCACAF | Liga dos Campeões da CONCACAF | Liga dos Campeões da CONCACAF | Total | Total | Total        |
| Clube              | Temporada | Jogos | Gols | Assistências | Jogos       | Gols        | Assistências | Jogos                         | Gols                          | Assistências                  | Jogos | Gols  | Assistências |
| ------------------ | --------- | ----- | ---- | ------------ | ----------- | ----------- | ------------ | ----------------------------- | ----------------------------- | ----------------------------- | ----- | ----- | ------------ |
| Los Angeles Galaxy | 2015      | 14    | 2    | 4            | 1           | -           | -            | 2                             | -                             | -                             | 17    | 2     | 4            |
| Los Angeles Galaxy | 2016      | 22    | 3    | 11           | -           | -           | -            | -                             | -                             | -                             | 22    | 3     | 11           |
| Total              | Total     | 36    | 5    | 15           | 1           | 0           | 0            | 2                             | 0                             | 0                             | 39    | 5     | 15           |

### Seleção Inglesa
| Ano   |       |      |
| Ano   | Jogos | Gols |
| ----- | ----- | ---- |
| 2000  | 2     | 0    |
| 2001  | 6     | 1    |
| 2002  | 5     | 1    |
| 2003  | 8     | 1    |
| 2004  | 10    | 2    |
| 2005  | 8     | 1    |
| 2006  | 13    | 4    |
| 2007  | 11    | 2    |
| 2008  | 7     | 2    |
| 2009  | 7     | 2    |
| 2010  | 12    | 3    |
| 2011  | 0     | 0    |
| 2012  | 11    | 0    |
| 2013  | 8     | 2    |
| 2014  | 6     | 0    |
| Total | 114   | 21   |

|     | Data                  | Local                      | Adversário          | Placar | Resultado | Competição                          |
| --- | --------------------- | -------------------------- | ------------------- | ------ | --------- | ----------------------------------- |
| 1.  | 1 de setembro de 2001 | Munique, Alemanha          | Alemanha            | 1–2    | 1–5       | Elim. da Copa do Mundo FIFA de 2002 |
| 2.  | 16 de outubro de 2002 | Southampton, Inglaterra    | Macedônia do Norte  | 2–2    | 2–2       | Elim. da UEFA Euro 2004             |
| 3.  | 3 de junho de 2003    | Leicester, Inglaterra      | Sérvia e Montenegro | 1–0    | 2–1       | Amistoso                            |
| 4.  | 17 de junho de 2004   | Coimbra, Portugal          | Suíça               | 3–0    | 3–0       | UEFA Euro 2004                      |
| 5.  | 4 de setembro de 2004 | Viena, Áustria             | Áustria             | 0–2    | 2–2       | Elim. da Copa do Mundo FIFA de 2006 |
| 6.  | 30 de março de 2005   | Newcastle, Inglaterra      | Azerbaijão          | 1–0    | 2–0       | Elim. da Copa do Mundo FIFA de 2006 |
| 7.  | 30 de maio de 2006    | Manchester, Inglaterra     | Hungria             | 1–0    | 3–1       | Amistoso                            |
| 8.  | 15 de junho de 2006   | Nuremberg, Alemanha        | Trindade e Tobago   | 2–0    | 2–0       | Copa do Mundo FIFA de 2006          |
| 9.  | 20 de junho de 2006   | Colônia, Alemanha          | Suécia              | 2–1    | 2–2       | Copa do Mundo FIFA de 2006          |
| 10. | 2 de setembro de 2006 | Manchester, Inglaterra     | Andorra             | 2–0    | 5–0       | Elim. da UEFA Euro 2008             |
| 11. | 28 de março de 2007   | Barcelona, Espanha         | Andorra             | 1–0    | 3–0       | Elim. da UEFA Euro 2008             |
| 12. | 28 de março de 2007   | Barcelona, Espanha         | Andorra             | 2–0    | 3–0       | Elim. da UEFA Euro 2008             |
| 13. | 28 de maio de 2008    | Londres, Inglaterra        | Estados Unidos      | 2–0    | 2–0       | Amistoso                            |
| 14. | 15 de outubro de 2008 | Minsk, Bielorrússia        | Bielorrússia        | 0–1    | 1–3       | Elim. da Copa do Mundo FIFA de 2010 |
| 15. | 9 de setembro de 2009 | Wembley, Inglaterra        | Croácia             | 2–0    | 5–1       | Elim. da Copa do Mundo FIFA de 2010 |
| 16. | 9 de setembro de 2009 | Wembley, Inglaterra        | Croácia             | 4–0    | 5–1       | Elim. da Copa do Mundo FIFA de 2010 |
| 17. | 12 de junho de 2010   | Rustemburgo, África do Sul | Estados Unidos      | 1–0    | 1–1       | Copa do Mundo FIFA de 2010          |
| 18. | 11 de agosto de 2010  | Londres, Inglaterra        | Hungria             | 1–1    | 2–1       | Amistoso                            |
| 19. | 11 de agosto de 2010  | Londres, Inglaterra        | Hungria             | 2–1    | 2–1       | Amistoso                            |
| 20. | 6 de setembro de 2013 | Londres, Inglaterra        | Moldávia            | 1–0    | 4–0       | Elim. da Copa do Mundo FIFA de 2014 |
| 21. | 25 de outubro de 2013 | Londres, Inglaterra        | Polônia             | 2–0    | 2–0       | Elim. da Copa do Mundo de 2014      |

## Estatísticas como treinador
Atualizadas até 3 de julho de 2023
| Equipe      | Jogos | Vitórias | Empates | Derrotas | Aproveitamento |
| ----------- | ----- | -------- | ------- | -------- | -------------- |
| Rangers     | 193   | 125      | 42      | 26       | 72.02%         |
| Aston Villa | 40    | 13       | 8       | 19       | 43.59%         |
| Al-Ettifaq  | 0     | 0        | 0       | 0        | 0%             |

## Títulos como jogador
Liverpool
- Copa da Liga Inglesa: 2000–01, 2002–03 e 2011–12
- Copa da Inglaterra: 2000–01 e 2005–06
- Copa da UEFA: 2000–01
- Supercopa da UEFA: 2001
- Liga dos Campeões da UEFA: 2004–05
- Supercopa da Inglaterra: 2006

Seleção Inglesa
- Torneio de Verão da FA: 2004

### Prêmios individuais
- Jogador do mês da Premier League: março de 2001, março de 2003, dezembro de 2004, abril de 2006, março de 2009 e março de 2014
- Equipe do Ano da PFA: 2000–01, 2003–04, 2004–05, 2005–06, 2006–07, 2007–08, 2008–09 e 2013–14
- Futebolista Jovem do Ano na Inglaterra pela PFA: 2000–01
- Homem do Jogo da final da Liga dos Campeões da UEFA: 2004–05
- Equipe do Ano da UEFA: 2004–05, 2005–06 e 2006–07
- Melhor Jogador de Clubes da UEFA: 2005[78]
- Segundo Melhor Jogador da Copa do Mundo de Clubes da FIFA: 2005
- BBC Sports Personality of the Year Award: 2005
- Futebolista Inglês do Ano pela PFA: 2005–06
- IFFHS Futebolista Mundial Popular: 2006
- Jogador Inglês do Ano: 2007 e 2012
- Ordem do Império Britânico: 2007
- FIFPro: 2007, 2008 e 2009
- Membro honorário Universidade Liverpool John Moores: 2008
- Futebolista Inglês do Ano pela FWA: 2008–09
- Equipe da Euro: 2012
- Hall da Fama do Futebol Inglês: 2017

### Recordes
- Jogador com mais partidas como capitão do Liverpool: 473

## Títulos como treinador
Rangers
- Campeonato Escocês: 2020–21